# Крістіна Тессі
Крістіна Тессі (ісп. Cristina Tessi; нар. 20 липня 1972) — колишня аргентинська тенісистка.
Найвищу одиночну позицію світового рейтингу — 56 місце досягла 15 липня 1991, парну — 206 місце — 7 листопада 1988 року.
Найвищим досягненням на турнірах Великого шолома було 2 коло в одиночному розряді.

## Фінали ITF
| турніри $25,000 |
| турніри $10,000 |

### Одиночний розряд (3–0)
| Результат | Ранг | Дата              | Турнір                       | Покриття | Суперниця            | Рахунок       |
| --------- | ---- | ----------------- | ---------------------------- | -------- | -------------------- | ------------- |
| Перемога  | 1.   | 29 листопада 1987 | Буенос-Айрес, Аргентина      | Ґрунт    | Габі Кастро          | 6–3, 6–1      |
| Перемога  | 2.   | 16 липня 1990     | Дармштадт, Західна Німеччина | Ґрунт    | Вікторія Мильвидська | 6–1, 7–6      |
| Перемога  | 3.   | 22 листопада 1993 | Буенос-Айрес, Аргентина      | Ґрунт    | Ларісса Шерер        | 2–6, 7–5, 6–4 |

### Парний розряд (0–1)
| Результат | Ранг | Дата            | Турнір       | Покриття | Партнерка       | Суперниці                  | Рахунок  |
| --------- | ---- | --------------- | ------------ | -------- | --------------- | -------------------------- | -------- |
| Поразка   | 1.   | 28 вересня 1988 | Детройт, США | Тверде   | Патрісія Міллер | Дженніфер Ф'юкс Робін Лемб | 1–6, 6–7 |